# Juramento da Cruz de Coonan
Juramento da Cruz de Coonan, também conhecido como Grande Juramento da Cruz Dobrada, Juramento da Cruz Inclinada ou Juramento da Cruz Oblíqua, feito em 3 de janeiro de 1653 em Mattancherry, foi uma declaração pública dos membros dos Cristãos de São Tomé da região de Malabar, na Índia, de que não se submeteriam aos jesuítas e à hierarquia católica latina, nem aceitariam o domínio português (Padroado) na vida eclesiástica e secular.
Os portugueses, com o objetivo de exercer maior controle político sobre a região por meio do colonialismo e da autoridade da Igreja, rotularam seus adversários cristãos como nestorianos. Os portugueses não aceitaram a legitimidade das tradições eclesiásticas locais e começaram a impor os usos latinos aos cristãos locais. No Sínodo de Diamper em 1599, presidido por Aleixo de Menezes, o Padroado nomeado Arcebispo Católico Latino de Goa e Primaz das Índias Orientais, uma série de tais latinizações foram impostas, incluindo a preferência por bispos portugueses, mudanças na liturgia, o uso de vestimentas romanas, a exigência de celibato clerical e a criação da Inquisição Portuguesa em Goa e Bombaim-Baçaim, que exerceu jurisdição eclesial em Cochim Português.
Em 1653, após meio século de crescente influência da Igreja Latina, a maioria dos Cristãos de São Tomé resistiu aos jesuítas do Padroado e fez o Juramento da Cruz de Coonan (1653) em Mattancherry, prometendo se libertar da latinização e do domínio português. Eles elegeram Tomás I como arquidiácono e chefe de sua comunidade e decidiram restabelecer a intercomunhão com as Igrejas Orientais mais antigas.